# Tatort: Tod einer Ärztin
Tod einer Ärztin ist ein Fernsehfilm aus der Krimireihe Tatort der vom Hessischen Rundfunk (HR) unter der Regie von Heinz Schirk produziert und am 18. Februar 1990 im Programm Das Erste zum ersten Mal gesendet wurde. Es handelt sich um die 228. Tatort-Folge und den sechsten Fall des Frankfurter Kriminalhauptkommissars Edgar Brinkmann.
In diesem Fall scheint der Mörder schnell festzustehen. Den wahren Täter findet Kommissar Brinkmann aber dann erst nach polizeilicher Kleinarbeit und Spurensuche.

## Handlung
Thea Grundmann, eine ältere und resolute Dame, wird von ihrer Nichte Ada Gerber gepflegt. Da ihr Mann dringend Geld für ein Immobilienprojekt benötigt, hofft sie, dass ihre Mühe mit einem Darlehen belohnt wird. Doch anstatt dankbar zu sein, will die Tante das ganze Geld ihrer Kirchengemeinde vermachen. Harry Gerber ist maßlos enttäuscht. Wie er herausfindet hat seine Tante für den nächsten Tag schon den Notar bestellt. In seiner finanziellen Notlage weiß er sich nicht anders zu helfen und erstickt seine Tante mit einem Kissen.
Zu Gerbers Nachbarn gehört die Ärztin Dr. Hilde Jahn, sie kommt kurz nach der Tat hinzu und ist sich sicher, dass Harry Gerber beim Tod der alten Dame nachgeholfen hat. Sie hat Skrupel den Totenschein auszustellen. Kurze Zeit später wird Hilde Jahn im Schuppen des Elektrogeschäftes Knoll tot aufgefunden. Da sie mit einem Elektrokabel erdrosselt wurde, hält Assistent Wegner den Inhaber Heiner Knoll für tatverdächtig. Genährt wird diese These durch eine Aussage der Gerbers. Sie behaupten, Knoll mache die Ärztin für den Tod seiner Frau verantwortlich, nachdem sie eine Krankheit nicht früh genug erkannt hätte. Selbst Brinkmanns Chef ist sich sicher, dass der Fall schon so gut wie gelöst ist. Nachdem sich Knoll der Vernehmung entziehen will, wird er festgenommen.
Kommissar Brinkmann will sich nicht vorschnell festlegen und recherchiert sicherheitshalber weiter. Für ihn passt alles zu gut zusammen und daher schließt er nicht aus, dass jemand seine Tat Knoll in die Schuhe schieben will. Wegners aufmerksamem Blick ist nicht entgangen, dass Harry Gerber ein passendes Elektrokabel besitzt. Auch ist Jahns jüngerer Freund Felix Timm verdächtig, da er in den Genuss einer Lebensversicherung des Opfers kommt, und der Bruder der Getöteten ist bereits dabei die Wohnung seiner Schwester auszuräumen, was dem Kommissar ebenfalls verdächtig vorkommt. Nach einer näheren Untersuchung ist sicher, dass Jahns Leiche im Wagen von Timm transportiert wurde.
Ada Gerber hat die Befürchtung, dass ihr Mann die Ärztin umgebracht haben könnte. Mehrfach will sie ihn zur Rede stellen, doch er weicht aus. Bei einem Streit über das Thema erleiden beide sogar einen Autounfall. Daraufhin ist sie davon überzeugt, dass ihr Mann auch sie umbringen wollte und beschimpft ihn lauthals als Mörder.
Alfred Zöst, ein Nachbar der Ärztin hatte sich als Zeuge gemeldet. Bei näherer Überprüfung stellt Brinkmann fest, dass seine Aussage nicht stimmen kann. Nachdem der Kommissar ihn damit konfrontiert, dass bei der Leiche eine kleine Anstecknadel gefunden wurde, wie er sie trägt, gibt er den Mord zu. Er gibt an, dass Dr. Hilde Jahn ihn anzeigen wollte, nachdem sie bei einer sehr jungen Patientin einen sexuellen Missbrauch festgestellt hatte. Er hatte einen günstigen Moment in der Nacht abgepasst und die Leiche dann mit Timms Wagen in Knolls Hof versteckt. Da er von dem Zwist der beiden wusste, hoffte er, dass man so nie auf ihn als Täter kommen würde. Zöst wird festgenommen und Assistent Wegner überrascht Brinkmann mit der Nachricht, dass Harry Gerber gestanden hätte, seine Erbtante umgebracht zu haben.

## Rezeption

### Einschaltquoten
Die Erstausstrahlung von Tod einer Ärztin am 18. Februar 1990 erreichte für Das Erste einen Marktanteil von 64,50 Prozent und wurde in Deutschland von 17,29 Millionen Zuschauern gesehen.

### Kritiken
Die TV-Spielfilm-Fernsehzeitung meint zu diesem Tatort aus Frankfurt: „Schwaches Drehbuch, aber gut gespielt.“